# Санол (Небраска)
Санол (англ. Sunol) — переписна місцевість (CDP) в США, в окрузі Шаєнн штату Небраска. Населення — 57 осіб (2020).

## Географія
Санол розташований за координатами 41°9′15″ пн. ш. 102°45′46″ зх. д. / 41.15417° пн. ш. 102.76278° зх. д. (41.154105, -102.762746).  За даними Бюро перепису населення США в 2010 році переписна місцевість мала площу 5,67 км², з яких 5,66 км² — суходіл та 0,01 км² — водойми.

## Демографія
Згідно з переписом 2010 року, у переписній місцевості мешкали 73 особи в 36 домогосподарствах у складі 22 родин. Густота населення становила 13 особи/км².  Було 39 помешкань (7/км²).
Расовий склад населення:
| - 100,0 % — білих |

До двох чи більше рас належало 0,0 %. Частка іспаномовних становила 0,0 % від усіх жителів.
За віковим діапазоном населення розподілялося таким чином: 23,3 % — особи молодші 18 років, 53,4 % — особи у віці 18—64 років, 23,3 % — особи у віці 65 років та старші. Медіана віку мешканця становила 45,5 року. На 100 осіб жіночої статі у переписній місцевості припадало 87,2 чоловіків;  на 100 жінок у віці від 18 років та старших — 75,0 чоловіків також старших 18 років.
Середній дохід на одне домашнє господарство  становив 100 323 долари США (медіана — 57 115), а середній дохід на одну сім'ю — 116 465 доларів (медіана — 57 019). 
Цивільне працевлаштоване населення становило 39 осіб. Основні галузі зайнятості: освіта, охорона здоров'я та соціальна допомога — 28,2 %, виробництво — 15,4 %, будівництво — 12,8 %.